# Norm Swanson
Norman Paul Swanson, detto Norm (Chicago, 4 ottobre 1930 – Indian Shores, 24 novembre 2016), è stato un cestista statunitense, professionista nella NBA.

## Carriera
Venne selezionato dai Rochester Royals al secondo giro del Draft NBA 1953 (12ª scelta assoluta).